# إستفان ميزاروس
إستفان ميزاروس (بالمجرية: Mészáros István)‏ (و. 1930 – 2017 م) هو فيلسوف، وأستاذ جامعي، وعالم اجتماع، واقتصادي مجري، ولد في بودابست، كان عضوًا في الأكاديمية المجرية للعلوم، توفي في لندن، عن عمر يناهز 87 عاماً.

## التعليم
تعلم في جامعة أوتفوش لوراند حتى 1953
.

## جوائز
حصل على جوائز منها:
- جائزة دويتشر التذكارية في 1970
- جائزة كوشوت  [لغات أخرى]‏ في 1956
- جائزة أتيلا يوزيف  [لغات أخرى]‏ في 1951